# Буревісник канарський
Буревісник канарський (Puffinus baroli) — морський птах з родини буревісникових (Procellariidae).

## Поширення
Птах гніздиться на Азорських островах, островах Ілляш-Дезерташ, Селваженш і Канарських островах. Найбільша колонія з 1400 пар знаходиться на островах Селваженш. У негніздовий період трапляється у відкритому морі на північному сході Атлантики.

## Спосіб життя
Птах живиться у верхній частині товщі води. Пірнає на глибину до 15 м. Харчується рибою та головоногими, причому Argonauta argo є найпоширенішим головоногим молюском, який виловлюють на Азорських островах, але також є частиною різноманітної вибірки головоногих молюсків. Серед риб, то основою раціону є тріскові з роду Phycis.